# Биологическая коррозия бетона
Биологическая коррозия бетона (биокоррозия) — один из видов повреждения бетона, вызванный продуктами жизнедеятельности живых организмов, таких как бактерии, грибы, мхи, лишайники. Биокоррозию можно рассматривать, как самостоятельный вид разрушения, но процессы биологической коррозии протекают параллельно с другими видами деструкции бетона — почвенной, морской и атмосферной коррозией.
В условиях высокой влажности биокоррозия является одним из основных факторов, определяющих скорость износа строительных конструкций. Известно, что биообрастание гидротехнических сооружений, пирсов, опор мостов является серьезной проблемой, так как приводит к увеличению сопротивления волновым нагрузкам.
Интенсивное развитие коррозии бетона и железобетона наблюдается на предприятиях агропромышленного комплекса — мясокомбинатах, молокозаводах, хлебозаводах, винзаводах, птицефабриках и животноводческих фермах. Высокая влажность воздуха и наличие различных органических веществ (белков, жиров, углеводов и продуктов их гидролиза, мочевины), аммиака, углекислого газа и растворов солей создают благоприятные условия для интенсивного развития активных в коррозионном отношении микроорганизмов. При этом совмещаются процессы химической коррозии в результате воздействия агрессивных веществ с биологической коррозией вследствие выделения микроорганизмами-биодеструкторами аминокислот и ферментов.
Разрушение бетонных конструкций происходит вследствие химических реакций между цементным камнем и продуктами жизнедеятельности микроорганизмов.

## Виды биологической коррозии бетона
Биокоррозия подразделяется на бактериальную и микологическую. Иногда разрушение может быть вызвано присутствием в коррозионной среде дрожжей или других микроорганизмов.
Бактериальная коррозия бетона
Для бактериальной биокоррозии которой наиболее благоприятны: среды от кислой до слабощелочной, температура от 6 до 40 °С, наличие различных органических и неорганических веществ. В коррозии цементного бетона участвуют нитрификаторы, тионовые, железо- и силикатные бактерии и др. (главным образом своими кислотными выделениями). Тионовые бактерии (серобактерии) окисляют минералы цементного клинкера до серной кислоты, которая далее взаимодействует с гидроокисью кальция с образованием двуводного гипса, который в свою очередь вызывает интенсивное разрушение бетона от поверхности внутрь.
Биологическая коррозия бетона интенсивно развивается в условиях воздействия таких техногенных сред как высокая влажность, присутствие органических загрязнителей, аммиака и растворов неорганических солей. Например, исследование микрофлоры бетона, кирпича, штукатурки на ряде мясокомбинатов показало, что во всех пробах этих строительных материалов присутствовали микроорганизмы, способные вызывать коррозию. Биокоррозии наиболее подвержены бетонные конструкции предприятий химической, пищевой и медицинской промышленности, а также канализационные коллекторы и сооружения для очистки сточных вод. Специфика этих производств и эксплуатации бетонных конструкций также заключается в наличии богатой питательной среды для микроорганизмов. Процесс деградации цементных бетонов и растворов усиливается в условиях повышенной влажности, температуры и затруднённого воздухообмена.
Микологическая коррозия бетона
Микологическая биокоррозия обусловлена жизнедеятельностью грибов. Высокая деструкционная активность грибов обусловлена их способностью приспосабливаться к различным по своей природе материалам. Кроме плесневых грибов коррозию бетонных конструкций вызывают также и дереворазрушающие грибы, которые создают условия для образования водорастворимых солей, таких как ацетат и формиат кальция, что в конечном итоге снижает механическую прочность бетона.
Рост грибов обусловлен такими факторами внешней среды как температура, кислотность, свет, влажность. Основным условием, способствующим развитию грибов на бетонной конструкции, и в этом случае служит вода, наличие которой является решающим фактором роста и предельного накопления их биомассы.
Большинство видов плесневых грибов растёт при температуре в пределах 18-25 °С. По отношению к температуре грибы разделяются на психрофильные, растущие при температуре от −3 до +10 °С, мезофильные, растущие при температуре 10-38 °С, термофильные, растущие при температуре 10-50 °С и выше. Оптимальная температура для различных видов грибов неодинакова, например, виды рода Aspergillus являются более теплолюбивыми по сравнению с типичными представителями мезофильных и психрофильных видов рода Penicillium.
На поверхности каменных строительных материалов преобладают мицелиальные грибы родов Penicillium, Aspergillus, Trichoderma, Cephalosporium.
Прочие виды биокоррозии
Активно процесс биоповреждения бетонных конструкций проходит в водной среде. Морские гидротехнические сооружения из бетона даже в северных широтах подвергаются сильному воздействию со стороны водорослей.

## Ущерб от биологической коррозии бетона
Поселяясь на поверхности строительных материалов и конструкций, микроорганизмы, наряду с разрушающим воздействием, ухудшают экологическую ситуацию (приводят к возникновению запаха плесени в помещениях и выделяют токсичные продукты, аллергены).
Существует несколько видов травматизма и заболеваний человека, связанных с биоповреждением зданий. Жители городов проводят в своих квартирах 50-70 % времени, а в целом в закрытых помещениях, включая производственные, — до 80-90 %. В течение часа человек вдыхает и фильтрует через дыхательные пути около 1 м3 воздуха, задерживая при этом значительное число микроорганизмов, следствием чего является болезненное состояние, так называемый «синдром больного здания» (Sick Building Syndrome), характеризующееся аллергией, воспалительными заболеваниями верхних дыхательных путей, сердечнососудистыми заболеваниями.
При биоповреждении инженерных сооружений резко обостряются проблемы сохранения продовольствия: типичны огромные потери зерна и муки на мукомольных комбинатах, мясной и другой продукции на предприятиях пищевой и перерабатывающей промышленности.

## Защита от биологической коррозии бетона
Использование специальных химических соединений, токсичных для микроорганизмов, является наиболее перспективным способом защиты бетонов от биологического загрязнения и последующей биокоррозии. В качестве добавок биоцидов, вводимых на этапе изготовления бетонных и растворных смесей могут быть использованы фунгициды (защита от грибов) и бактерициды (защита от бактерий). По характеру своего действия эти вещества подразделяются на биоциды (вещества уничтожающие микробов), биостатики (вещества тормозящие рост микроорганизмов) и репелленты (вещества вызывающие отпугивающий эффект).
Микрофлора, поражающая материалы и изделия, очень разнообразна и часто включает организмы, принадлежащие к разным группам, поэтому наиболее целесообразно применять биоциды широкого спектра действия.
Среди биоцидных веществ интерес вызывают фотокатализаторы, так как они способны обеспечить длительную биозащиту без использования достаточно опасных дезинфицирующих средств. Такую защиту целесообразно использовать в медицинских учреждениях и на предприятиях, производящих продукты питания.
Биологическая коррозия практически всегда развивается в условиях повышенной влажности, поэтому эффективным средством профилактики может быть также изоляция поверхности бетонов от влаги при помощи специальных материалов, таких как пропитки, краски, защитные штукатурки, а также облицовка плиткой и защита оклеечными покрытиями.